# Pieces (album)
Albums par Stephen Stills
Just Roll Tape
(2007) Live at Shepard's Bush
(2009)
Albums par Manassas
Down the Road
(1973)
Pieces est une compilation de prises de studio du groupe Manassas de Stephen Stills sortie en 2009.

## Liste des morceaux
Compositions de Stephen Stills sauf indiqué.
1. Witching Hour – 5:12
2. Sugar Babe – 4:19
3. Lies (Chris Hillman) – 3:07
4. My Love Is a Gentle Thing – 1:23
5. Like a Fox – 2:58
6. Word Game – 1:35
7. Tan sola y triste (Stills/Nelson Escoto) – 1:23
8. Fit to Be Tied – 3:49
9. Love and Satisfy (Hillman) – 1:57
10. High and Dry – 5:52
11. Panhandle Rag (Leon McAuliffe) – 1:58
12. Uncle Pen (Bill Monroe) – 1:53
13. Do You Remember the Americans – 1:49
14. Dim Lights, Thick Smoke [And Loud, Loud Music] (Joe Maphis/Max Fidler/Rose Lee) – 2:16
15. I Am My Brother – 3:24